# Absinthium (Band)
Absinthium ist eine italienische Metal-Band aus Neapel, die im Jahr 2003 gegründet wurde.

## Geschichte
Die Band wurde im Jahr 2003 von dem Bassisten Dario Nuzzolo gegründet. Ergänzt wurde die Besetzung durch den Sänger Alfredo Contino, die Gitarristen Gianluigi Di Fenza und Franco Buonocore und den Schlagzeuger Umberto Dell’Anno. Im März 2004 wurden auf dem Wettbewerb New Generation die ersten eigenen Lieder vorgestellt. In den folgenden Monaten schrieb die Gruppe weiter an neuen Liedern. Nachdem Contino, Dell’Anno und Di Fenza die Besetzung verlassen hatten, machte sich der verbliebene Teil auf die Suche nach neuen Mitgliedern. Diese wurden erst Anfang 2006 in Person des Sängers Luca Gargiulo, des Schlagzeugers Tommaso Ruberti und des Gitarristen Sergio De Salvin gefunden. Im März wurde ein erstes Demo aufgenommen, das auf verschiedenen Internetradiostationen wie Metal Express Radio gespielt wurde. Im Juli 2007 erlag Gargiulo nach monatelanger Krankheit seiner Leukämie-Erkrankung. Als neuer Sänger kam Alessandro Granato dazu, woraufhin die mit Gargiulo geschriebenen Lieder mit Granato als Tribut aufgenommen wurden. Im Jahr 2012 erschien über Punishment 18 Records das Debütalbum One for the Road. Aus persönlichen Gründen verließen Ruberti und Buonocore die Gruppe. Die neue Besetzung besteht aus dem Sänger Fabio Dos Santos De Castilho, den Gitarristen Max Manthix und Marco Zuppa, dem Bassisten Dario Nuzzolo und dem Schlagzeuger Jack Demaria.

## Stil
Lior „Steinmetal“ Stein von metal-temple.com schrieb in seiner Rezension zu One for the Road, dass sich die Band hierauf am Thrash- und Heavy-Metal der frühen 1980er- und 1990er-Jahre orientiert, sodass Gemeinsamkeiten zu frühen Metallica, Megadeth, frühen Anthrax und Iron Maiden hörbar seien. Die Songs seien meist recht lang, wobei sich die Band um Komplexität bemühe. Walter von metal.de ordnete das Album dem Speed Metal zu, der auf der Grundlage von traditionellem, vorwiegend britischem, Heavy Metal aufgebaut sei. Auch er merkte die recht lange Spielzeit der Songs an, da nur acht Lieder auf 45 Minuten verteilt seien. In den schnellen Passagen erinnere die Band oft an Gruppen wie Anvil. Die Musiker an den Instrumenten bezeichnete er aufgrund ihrer Beherrschung jeder Spielart von Megadeth bis Judas Priest als talentiert. Ähnlich ordnete Marcel Rapp von Powermetal.de das Album ein. Hierauf gebe es Speed Metal im Stil der 1980er Jahre sowie traditionellen Heavy Metal, wobei man sich „technisch versiert, äußerst verspielt und abwechslungsreich“ gebe. Lars Schuckar von musikreviews.de fand die auf dem Infoblatt der Band erwähnte Stilangabe „Speed Metal“ als unpassend, zumindest wenn man die Musik mit der von Exciter oder Agent Steel vergleiche. Zwar seien die Songs oftmals recht schnell, jedoch könne man sie eher als „Power Metal mit gelegentlichem Hang zum Thrash“ bezeichnen. Die Lieder seien eher nachdenklich als hymnisch, wobei man oft von Tempowechseln Gebrauch mache. Zudem seien Einflüsse von Megadeth, Annihilator und Metallica hörbar.

## Diskografie
- 2006: Demo 2006 (Demo, Eigenveröffentlichung)
- 2009: Absinthium (Demo, Eigenveröffentlichung)
- 2012: One for the Road (Album, Punishment 18 Records)